# Viridimicus aurescens
Viridimicus aurescens är en skalbaggsart som beskrevs av Bates 1888. Viridimicus aurescens ingår i släktet Viridimicus och familjen Rutelidae. Inga underarter finns listade i Catalogue of Life.